# Clessé (Deux-Sèvres)
Clessé é uma comuna francesa na região administrativa da Nova Aquitânia, no departamento de Deux-Sèvres. Estende-se por uma área de 29,08 km². Em 2010 a comuna tinha 961 habitantes (densidade: 33 hab./km²).